# سامانتا شاپیرو
سامانتا شاپیرو (به انگلیسی: Samantha Shapiro) ژیمناست زادهٔ ۱۸ مهٔ ۱۹۹۳ میلادی اهل کشور ایالات متحده آمریکا است.